# Đường cao tốc Hà Tiên – Rạch Giá – Bạc Liêu
Đường cao tốc Hà Tiên – Rạch Giá – Bạc Liêu (ký hiệu toàn tuyến là CT.35) là tuyến đường cao tốc đường bộ thuộc khu vực đồng bằng sông Cửu Long với tổng chiều dài 212 km, đi qua địa bàn ba tỉnh An Giang, Cần Thơ, Cà Mau.

## Quy hoạch
Đường cao tốc này từng được quy hoạch từ năm 2015 đến 2021 với ký hiệu cũ là CT.18.

## Thông tin tuyến đường

### Đoạn Hà Tiên – Rạch Giá
Tuyến đường có chiều dài 100 km, điểm đầu tại cửa khẩu Hà Tiên thuộc thành phố Hà Tiên, tỉnh Kiên Giang và điểm cuối tiếp giáp đoạn Rạch Giá - Bạc Liêu tại thành phố Rạch Giá, tỉnh Kiên Giang. Tuyến cao tốc này dự kiến được khởi công xây dựng trước năm 2030.

### Đoạn Rạch Giá – Bạc Liêu
Tuyến đường có chiều dài 112 km, điểm đầu tại tại thành phố Rạch Giá, tỉnh Kiên Giang và điểm cuối tại thành phố Bạc Liêu, tỉnh Bạc Liêu; trong đó đoạn qua Kiên Giang dài 44 km, đoạn qua Hậu Giang dài 17 km, đoạn qua Sóc Trăng dài 15 km và đoạn qua Bạc Liêu dài 36 km. Tuyến cao tốc này dự kiến được khởi công xây dựng sau năm 2030.

## Lộ trình chi tiết
- IC : Nút giao, JCT : Điểm lên xuống, SA : Khu vực dịch vụ (Trạm dừng nghỉ), TN : Hầm đường bộ, TG : Trạm thu phí, BR : Cầu
- Đơn vị đo khoảng cách là km.